# 紐崔萊
紐崔萊（英語：Nutrilite）是一家美国營養補充品生产商。由美國人卡爾·仁伯（Carl F. Rehnborg）於1934年成立的一個礦物質、維生素、和膳食補充品的品牌。紐崔萊產品目前由安达高的子公司Access Business Group所生產，其產品通過安麗全球銷售。紐崔萊品牌在丹麥、芬蘭、挪威、瑞典、土耳其、澳大利亞和新西蘭等地被稱為Nutriway。

## 歷史
大約在1917年到1927年這段期間，卡爾·仁伯（中國翻译卡尔·宏邦）曾在中國的旅行啟發了他對維他命的認識。
1930年代，卡爾·仁伯開始研究他的維他命產品，並開始以加州維他命公司的招牌販賣產品，並在1939年將產品名改為「紐崔萊」。1945年，他開發了多層次傳銷。
1949年，安麗公司的創辦人傑·溫安洛和理查·狄維士開始銷售紐崔萊產品，與此差不多的時期，該產品的前任分銷商（Mytinger and Casselberry Inc）因為紐崔萊的產品被查禁而與美國食品和藥品管理局（FDA）進行法律訴訟。傑·溫安洛和理查·狄維士迅速的成長為暢銷經銷商，但由於擔心FDA的爭議，他們推出了一家新公司American Way（後來稱為「安麗」），將多層次直銷系統用於其他家用產品。 美國最高法院在1960年代判定FDA勝訴，認同紐崔萊產品有虛假廣告的指控。
安利於1972年購買了該公司的控股權，並於1994年接管了該公司的全部所有權。
2001年，五種紐崔萊產品是成為NSF國際認證的第一種膳食補充劑。
2007年，推出了Simply Nutrilite（後來改名為Nutrilite Trim Advantage Body System）系列。 該系列包括健康棒、抗氧化劑和維生素補充劑。

## 營銷
纽崔莱的维生素产品皆是由amway的分支機構，於北美和其他100个国家和地区銷售。它大抵使用多层次营销策略销售产品。而為增強產品功效之說服力，也經常找來國際運動員、藝人作代言人。

## 廣告代言
- 鮑威爾
- 劉翔
- 姚明
- 罗纳尔迪尼奥
- 桑婭·理查茲
- 珊卓·布拉克(精萃乳霜，ARTISTRY品牌)
- 尹恩惠 (20120519來台代言安麗)
- 陳彥博

## 外部連結
- 安麗紐崔萊 （页面存档备份，存于）
- Nutrilite （页面存档备份，存于）
- Nutrilite的Facebook專頁